# Phthiria cognata
Phthiria cognata är en tvåvingeart som beskrevs av Hesse 1938. Phthiria cognata ingår i släktet Phthiria och familjen svävflugor.
Artens utbredningsområde är Namibia. Inga underarter finns listade i Catalogue of Life.